# Вулиця Кафедральна (Луцьк)
Вулиця Кафедральна — одна з основних вулиць історико-культурного заповідника «Старий Луцьк»; композиційна вісь «захід-схід» заповідника; одна з найстаріших вулиць міста, уздовж якої розташовані пам'ятки архітектури національного значення: Замок Любарта, будинок Фальчевського (Пузини), монастир бригідок, монастир шариток, єзуїтський колегіум, кафедральний костел Петра і Павла. Вулиця починається від В'їзної вежі замку Любарта, перетинає вулиці Данила Братковського, Драгоманова, Данила Галицького та впирається у Караїмську, на перетині з якою розташована Лютеранська кірха.

## Історія

### В епоху Середньовіччя
Місто Луцьк виникло на острові і одним із перших укріплень розташовувалося там, де пізніше був збудований замок, який стоїть там понині. Відповідно, сітка основних міських вулиць починала формуватися ще здавна і протягом історії майже не змінювалася. А враховуючи те, що територія міста-острова збільшувалася на захід природним чином із мірою осушення місцевості та відступу води, то вулиця, яка лягла в основу теперішньої Кафедральної, була чи не першою міською вулицею, яка проходила від міських воріт до воріт дитинця та надалі розширювалася на захід.
З часом відбувалися трансформації як території навколо вулиці, так і її самої. За часів Вітовта дана вулиця носила чи не найважливіше значення: вона була основною вулицею Окольного замку, який на той час уже був збудований у дереві, і вела до мосту, на протилежному кінці якої була Воротня вежа Верхнього замку. У двох замках зосереджувалися всі органи управління: законодавчі, виконавчі, судові, церковні. На вулиці розташовувалися католицька кафедра Святої Трійці, дві православні церкви Святої Катерини та Святого Петра, вежа для допиту злочинців, а перед самим мостом до Верхнього замку — майдан страт.
Із розвитком міста виокремлювалося власне міське населення, яке вийшло за межі замків. У 1432 році місто отримало Магдебурзьке право, в якому зокрема зазначалося про укріплення міста. Тож навколо замків у XIV—XV століттях зводилися власне міські укріплення. Перша та друга лінії укріплень оточили землі острова із заходу. Тож головна замкова вулиця після В'їзних воріт Окольного замку була продовжена по цих землях на захід і стала носити загальноміське, а не тільки замкове значення. Саме тут був збудований храм Святого Миколая — захисника міста — головний храм міської частини Луцька .

### XVII-ХХ століття
Найдавніша відома назва вулиці — Замкова — походить із XVII ст. Замкова вулиця містила в собі також напівкруглу внутрішню вулицю Окольного замку, паралельну із трасою оборонних замкових стін. У цій частині розташовувався палац Альбрехта Станіслава Радзивілла, який він віддав у 1624 році ордену Святої Бригітти, перероблений ними у монастир та костел. В першій половині XVII ст. на Замковій був збудований комплекс єзуїтів, який складався із колегіуму та костелу Святих Петра і Павла. У 1639 р. край вулиці за підтримки луцького каноніка Балтазара Тишки був збудований монастир ордену боніфратрів із костелом Марії Магдалини. Православні церкви Св. Катерини, Св. Петра та Св. Миколая перестали існувати у зв'язку з пожежами. Монастир боніфратів згорів у 1781 р.

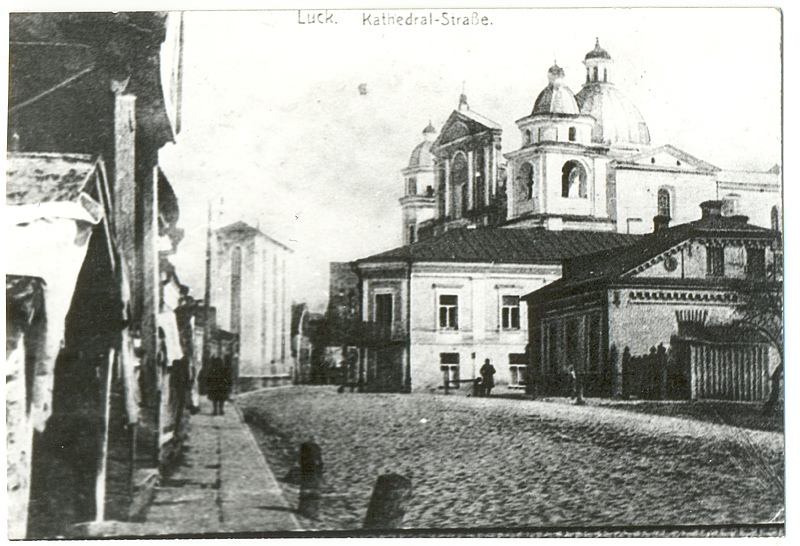
Вулиця в 1915—1916 роках

У XVIII ст. західна частина теперішньої вулиці починалася від єзуїтського костелу і завершувалася на Кінному ринку поряд із кармелітським костелом. Вона називалася Поперечною. 
В першій половині XVIII ст. в колишніх кафедральних спорудах розмістився монастир шариток. Згодом тут була гімназія, де викладав Пантелеймон Куліш. На початку вулиці був збудований кафедральний будинок, де в 1890—1891 р. мешкала сім'я Косачів. Наприкінці XIX ст. вся вулиця носила назву Кафедральної. На західній частині вулиці костел кармелітів згорів і на його місці у 1905 році розпочато будівництво лютеранської кірхи. 
Також на Кафедральній був споруджений Гостинний двір Прайзлерів. Його власниками була родина Прайзлерів. Будинок був резиденцією та місцем зустрічі луцьких чехів. Тут був готель, ресторан, магазини. 
З 1917 року на вулиці в колишньому монастирі шариток містилася загальна школа ім. Королеви Ядвіги, а в 1921 році тут тимчасово перебувала Торгова школа. У будинку Косачів розмістилася гімназія ім. Тадеуша Костюшки. Всі освітні акції проходили за підтримки організації Польської Шкільної Матері. У 1920—1941 роках вулицю розділяли на кілька менших вулиць, які носили назви: Кармелітська, Кафедральна, Бригідок. Після Другої світової вулиця носила назву Крупської. У 1990-х вулиці відновили одну з колишніх назв. Тепер вона знову Кафедральна.

## Сьогодні

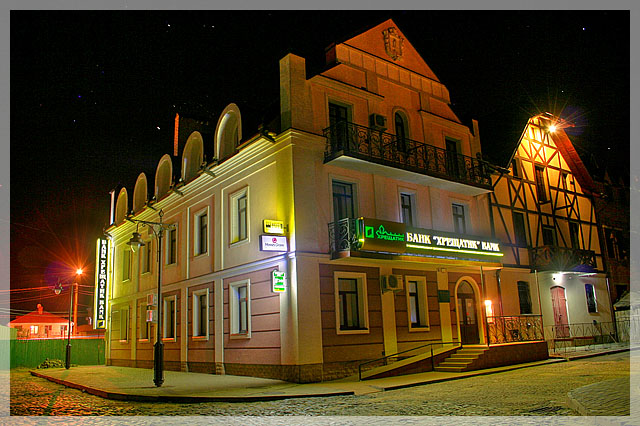
На перетині з Драгоманова

Вулиця Кафедральна є однією з основних вулиць історико-культурного заповідника «Старий Луцьк». Вони виконує роль композиційної осі «захід-схід» заповідника, яка перетинає увесь заповідник, а з протилежних кінців обрамлюється В'їзною вежею замку Любарта та високим шпилем кірхи. Кафедральна перетинає вулиці Данила Братковського, Драгоманова, Данила Галицького та впирається у Караїмську.
Тут містяться близько 10 пам'яток архітектури та деякі житлові будинки, в тому числі — дві найстаріші кам'яниці Луцька XVI ст. — будинок Фальчевського (Пузини) та кафедральна споруда костелу Святої Трійці, який на сьогодні не існує, де зараз розташовується єпархіальне управління римо-католицької церкви в Луцьку. 
Крім того, на цій вулиці розташована кімната-музей «Лесина вітальня», експозицію якої у 2021 році оновили до 150-річчя від дня народження Лесі Українки.
До того ж, на вулиці Кафедральній була розташована ботанічна пам'ятка природи «Лесин ясен». 30 червня 2020 року Лесин ясен знищила негода.
На вулиці встановлено 4 пам'ятні знаки:
- 2 розстріляним в'язням Луцької тюрми;
- загиблим лучанам під час німецьких бомбардувань міста у 1944 році;
- сім'ї Косачів;

У 2011 році в західній частині Кафедральної завершується спорудження госпіталю.

### Споруди
| Номер | Опис | Вигляд |
| ----- | --- | ------ |
| 1     | Вигляд замку з вулиці. |        |
| —     | Старий міст перед замком. Збудований у 1780-х роках. |        |
| —     | Мури Окольного замку. Відновлені під час робіт у 2009 році. |        |
| 4     | Гостинний двір Прайзлерів (справа). Збудований на початку XX ст. |        |
| —     | Будинок Косачів. Збудований на зламі XVIII—XIX ст. Тут жила Леся Українка. У 1917—1921 р. тут містилася гімназія ім. Тадеуша Костюшки. Зараз приміщення займає кімната-музей та дирекція історико-культурного заповідника. |        |
| 6     | Колегіум єзуїтів. Збудований у XVII ст. |        |
| 6     | Кафедральний костел над вулицею. Пам'ятка архітектури XVII ст. |        |
| 16    | Монастир бригідок з вулиці Кафедральної. Перебудований із палацу Альбрехта Радзивілла після 1624 року. |        |
| 17    | Єпархіальне управління римо-католицької церкви в Луцьку, резиденція єпископа. Кам'яниця 1545—1552 років. |        |
| 17    | Дзвіниця. Збудована у першій половині XVIII ст. при кафедральному костелі Святої Трійці |        |
| 19    | Монастир шариток. Кам'яниця XV—XVIII ст. |        |
| 23    | Будинок Фальчевського. Одна з найстаріших кам'яниць Луцька, збудована у 1545-1546 роках. Згодом перебудована. |        |

## Світлини

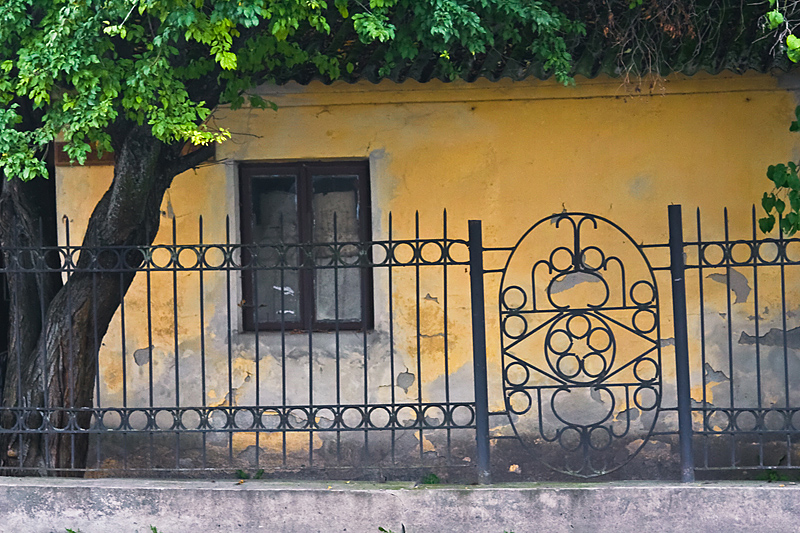
Куточок вулиці
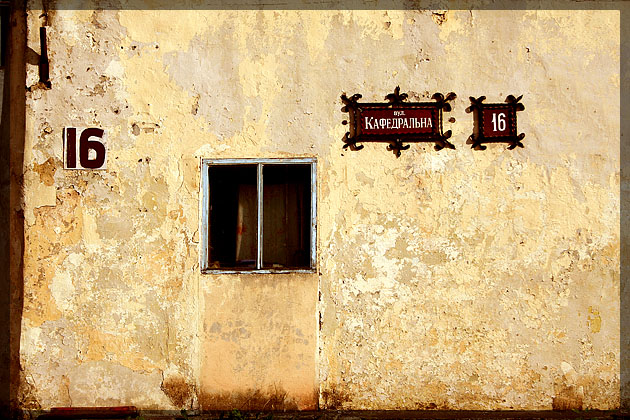
Стіна монастиря бригідок
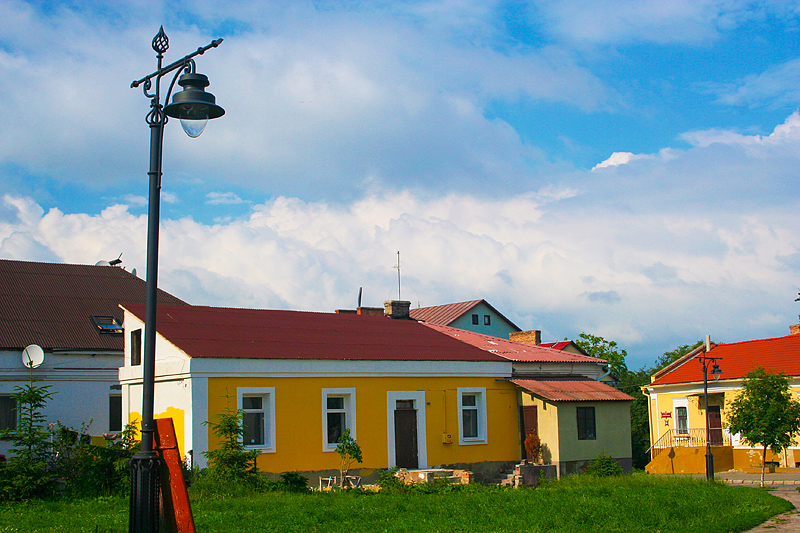
На перетині з Данила Братковського
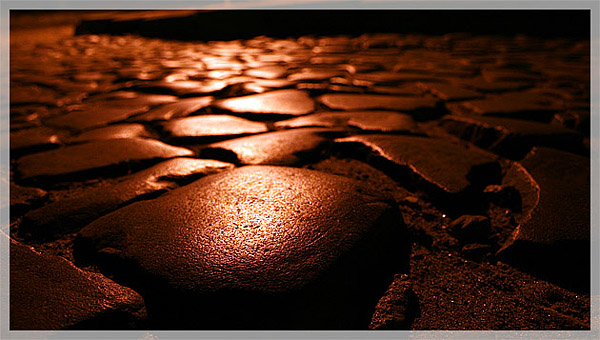
Бруківка на вулиці
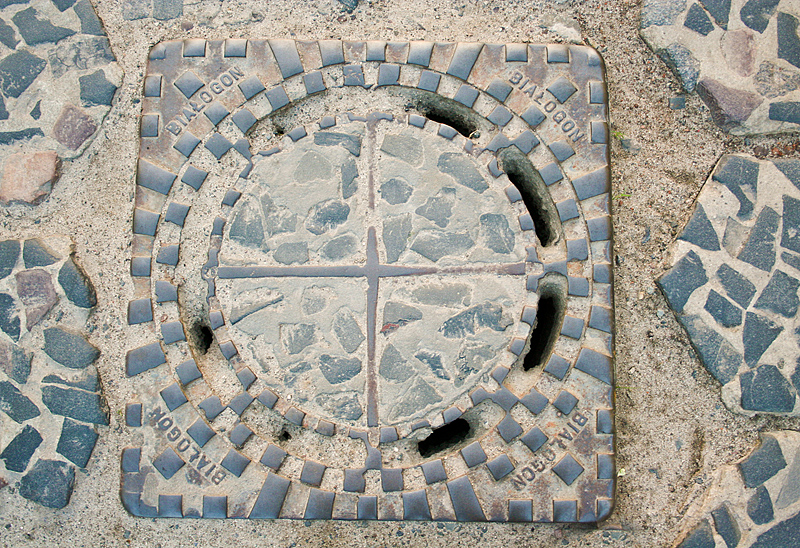
Старий люк
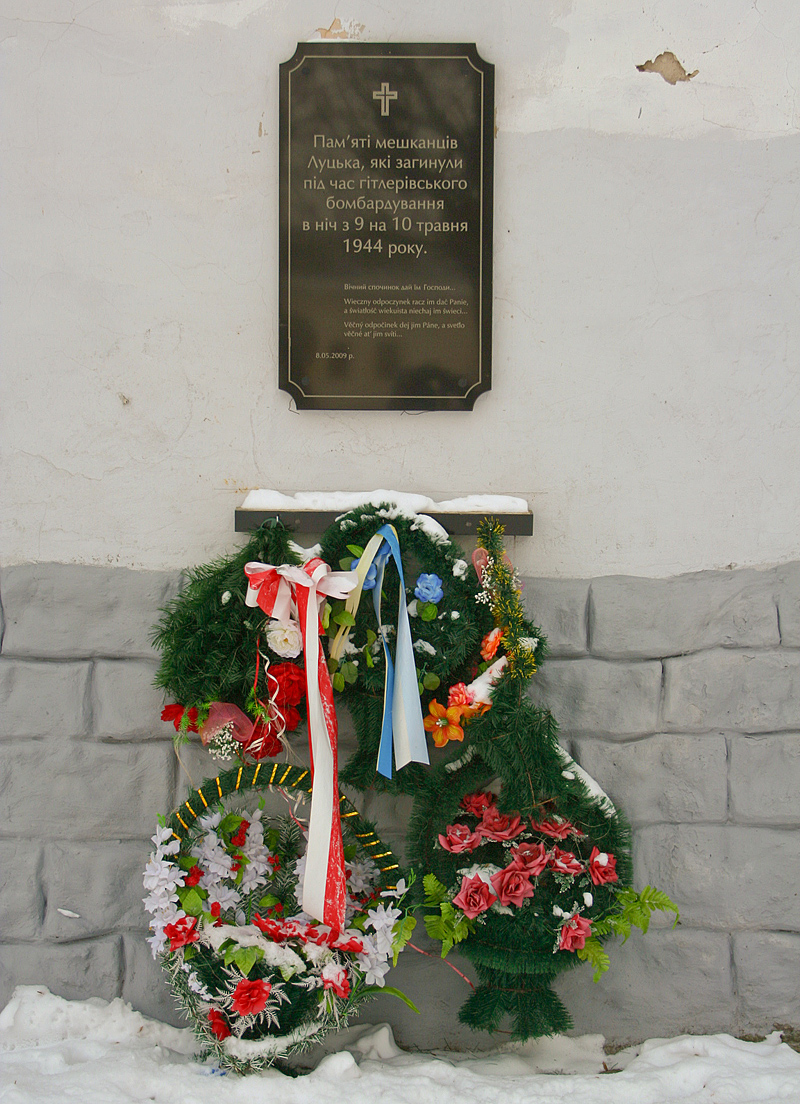
Меморіальна дошка загиблим лучанам 1944 року
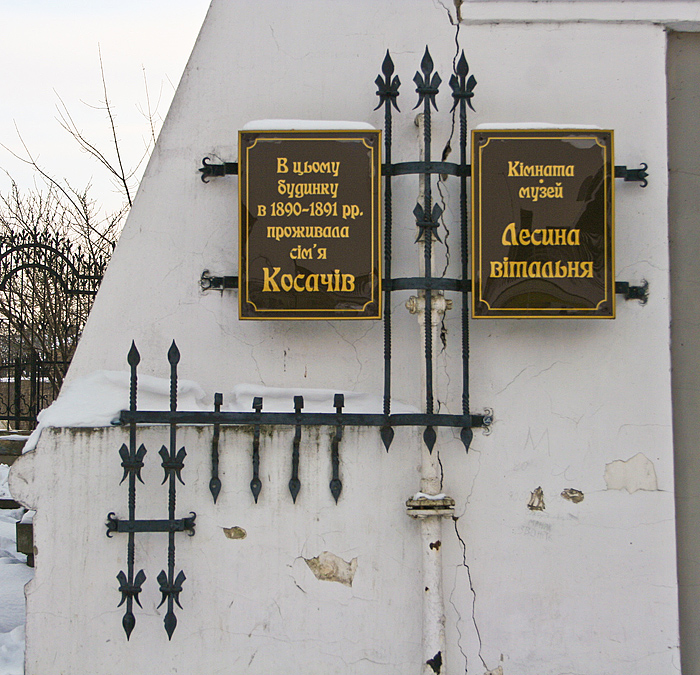
Дошки на будинку Косачів
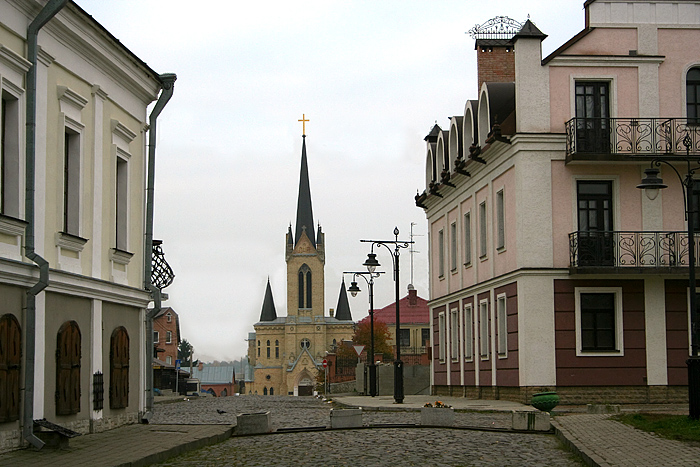
Кафедральна впирається в кірху
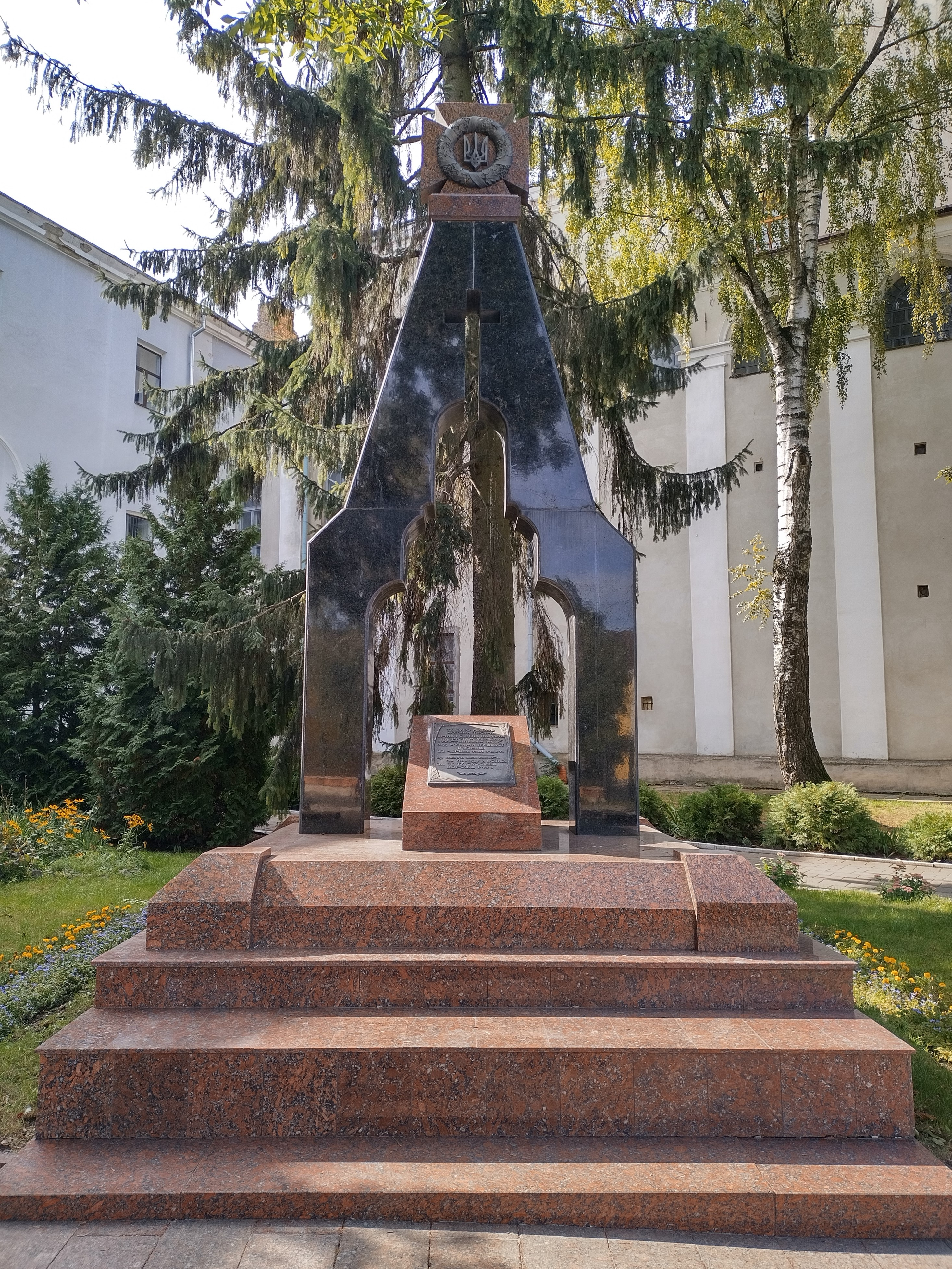
Пам'ятник "Жертвам репресій радянського режиму"